# Championnats du monde de triathlon cross 2011
Navigation
Édition suivante
Les championnats du monde de triathlon cross 2011, première édition des championnats du monde de triathlon cross, ont lieu le 30 avril 2011 sur le site d'El Anillo, à Guijo de Granadilla, en Espagne.

## Championnat du monde de triathlon cross 2012

### Résultats

#### Homme
|                    | Triathlète       | Pays           | Temps           |
| ------------------ | ---------------- | -------------- | --------------- |
| Médaille d'or      | Conrad Stoltz    | Afrique du Sud | 1 h 26 min 40 s |
| Médaille d'argent  | Seth Wealing     | États-Unis     | 1 h 27 min 36 s |
| Médaille de bronze | Olivier Marceau  | Suisse         | 1 h 29 min 42 s |
| 4                  | Josiah Middaugh  | États-Unis     | 1 h 30 min 26 s |
| 5                  | Richard Stannard | Royaume-Uni    | 1 h 31 min 4 s  |

#### Femme
|                    | Triathlète           | Pays       | Temps           |
| ------------------ | -------------------- | ---------- | --------------- |
| Médaille d'or      | Mélanie McQuaid      | Canada     | 1 h 43 min 1 s  |
| Médaille d'argent  | Shonny Vanlandingham | États-Unis | 1 h 43 min 24 s |
| Médaille de bronze | Emma Garrard         | États-Unis | 1 h 43 min 24 s |
| 4                  | Christine Jeffrey    | Canada     | 1 h 45 min 22 s |
| 5                  | Marion Lorblanchet   | France     | 1 h 47 min 16 s |